# Лютвиц, Смило фон
Смило фон Лютвиц (нем. Smilo Freiherr von Lüttwitz; 23 декабря 1895 — 19 мая 1975) — немецкий офицер, участник Первой и Второй мировых войн, генерал танковых войск, кавалер Рыцарского креста с Дубовыми листьями и Мечами.
(Freiherr — барон, дворянский титул)

## Первая мировая война
4 августа 1914 года вступил добровольцем в армию, фанен-юнкером (кандидат в офицеры) в лейб-драгунский полк. С июня 1915 года — лейтенант. За время войны был награждён Железными крестами обеих степеней, ещё тремя орденами, Серебряный знак за ранения.

## Между мировыми войнами
Продолжил службу в рейхсвере (в кавалерии). С октября 1936 года — командир моторизованного разведбатальона (в звании майора). С января 1939 года — в штабе 15-го армейского корпуса (подполковник).

## Вторая мировая война
Участвовал в Польской и Французской кампаниях, награждён планками к Железным крестам обеих степеней (повторное награждение), с июня 1940 года — командир 12-го стрелкового полка 4-й танковой дивизии.
С 22 июня 1941 года участвовал в германо-советской войне. Бои в Белоруссии, затем под Тулой. В октябре 1941 года награждён Золотым немецким крестом, с ноября 1941 — полковник. В январе 1942 года награждён Рыцарским крестом.
С марта 1942 — командир 4-й стрелковой бригады 4-й танковой дивизии (бои в районе Орла).
С сентября 1942 — командир 26-й танковой дивизии (во Франции), генерал-майор. С августа 1943 дивизия воюет против высадившихся в Италии американских и британских войск. С октября 1943 — фон Лютвиц в звании генерал-лейтенанта. В феврале 1944 — ранен (Золотой знак за ранения). В марте 1944 за бои в Италии награждён Дубовыми листьями (№ 426) к Рыцарскому кресту, в июле 1944 — Мечами (№ 76) к Рыцарскому кресту с Дубовыми листьями.
С 20 июля 1944 года фон Лютвиц назначен командующим 46-м танковым корпусом (бои на Буге, Висле, в районе Варшавы). С сентября 1944 — в звании генерал танковых войск.
В сентябре 1944 года фон Лютвиц назначен командующим 9-й армией (в Польше). В январе 1945 года командующий группой армий «Центр» генерал-полковник Шёрнер снял фон Лютвица с должности и отдал под трибунал за неисполнение приказа. Трибунал оправдал фон Лютвица.
31 марта 1945 года фон Лютвиц был назначен командующим 85-м армейским корпусом. 9 мая 1945 года взят в американский плен.

## После войны
Отпущен из плена в 1947 году.
С 1957 года служил в бундесвере — командовал корпусом, в звании генерал-лейтенант. 31 декабря 1960 года уволен в отставку по возрасту.

## Награды
- Железный крест (1914) 2-го и 1-го класса
- Крест Фридриха Августа 1-го класса
- Крест «За военные заслуги» 2-го класса (Герцогство Брауншвейг)
- Медаль «За отвагу» (Великое герцогство Гессен)
- Нагрудный знак «За ранение» (1918) в серебре
- Пряжка к Железному кресту (1939) 2-го и 1-го класса
- Немецкий крест в золоте (27 октября 1941)
- Рыцарский крест Железного креста с дубовыми листьями и мечами
  - Рыцарский крест (14 января 1942)
  - Дубовые листья (№ 426) (16 марта 1944)
  - Мечи (№ 76) (4 июля 1944)
- Орден «За заслуги перед Федеративной Республикой Германия» большой офицерский крест (Großes Verdienstkreuz mit Stern)
- Орден «Легион почёта» степени легионера
- Орден Святого Иоанна Иерусалимского крест рыцаря почёта (Ehrenritterkreuz) и крест рыцаря справедливости (Rechtsritterkreuz)